# قراری برای بازی (ترانه)
«قراری برای بازی» (به انگلیسی: Play Date) ترانه‌ای از خواننده-ترانه‌پرداز آمریکایی ملانی مارتینز می‌باشد که در نسخهٔ دلوکس نخستین آلبوم استودیویی وی تحت عنوان بچهٔ گریون (۲۰۱۵) قرار دارد. این ترانه به‌دلیل استفاده شدن در ادیتی از بازیگر تیموتی شالامی که منجر به استفادهٔ گستردهٔ از این ترانه در تیک‌تاک شد و بیش از ۱.۹ میلیارد بازدید در ماه به دست آورد، به محبوبیت دست یافت.

## موزیک ویدئو
مارتینز در ۸ مهٔ ۲۰۲۰ فاش کرد که قصد دارد یک موزیک ویدئو برای «قراری برای بازی» در خانه‌اش ضبط کند.
یک ویدئو متن ترانه برای این آهنگ در ۲۶ مهٔ ۲۰۲۰ منتشر گردید که در ۲۴ ساعت اول به ۱.۳ میلیون بازدید رسید.
در نهایت، ملانی ضبط موزیک ویدئو را کنار گذاشت تابه‌جای آن روی روی ضبط ویدئو تک‌آهنگ خود «قنادی» کار کند.